# 庫爾帕特

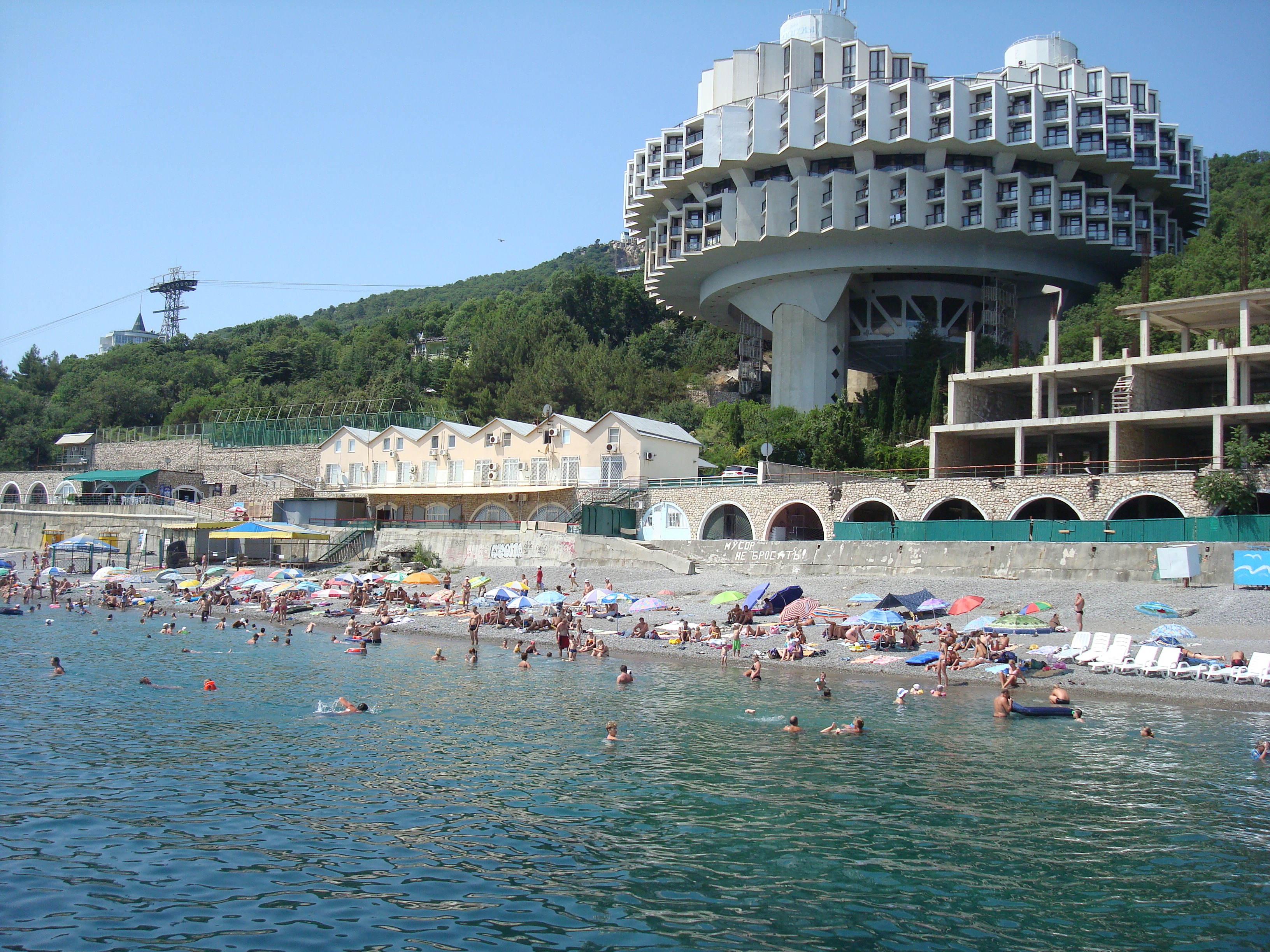

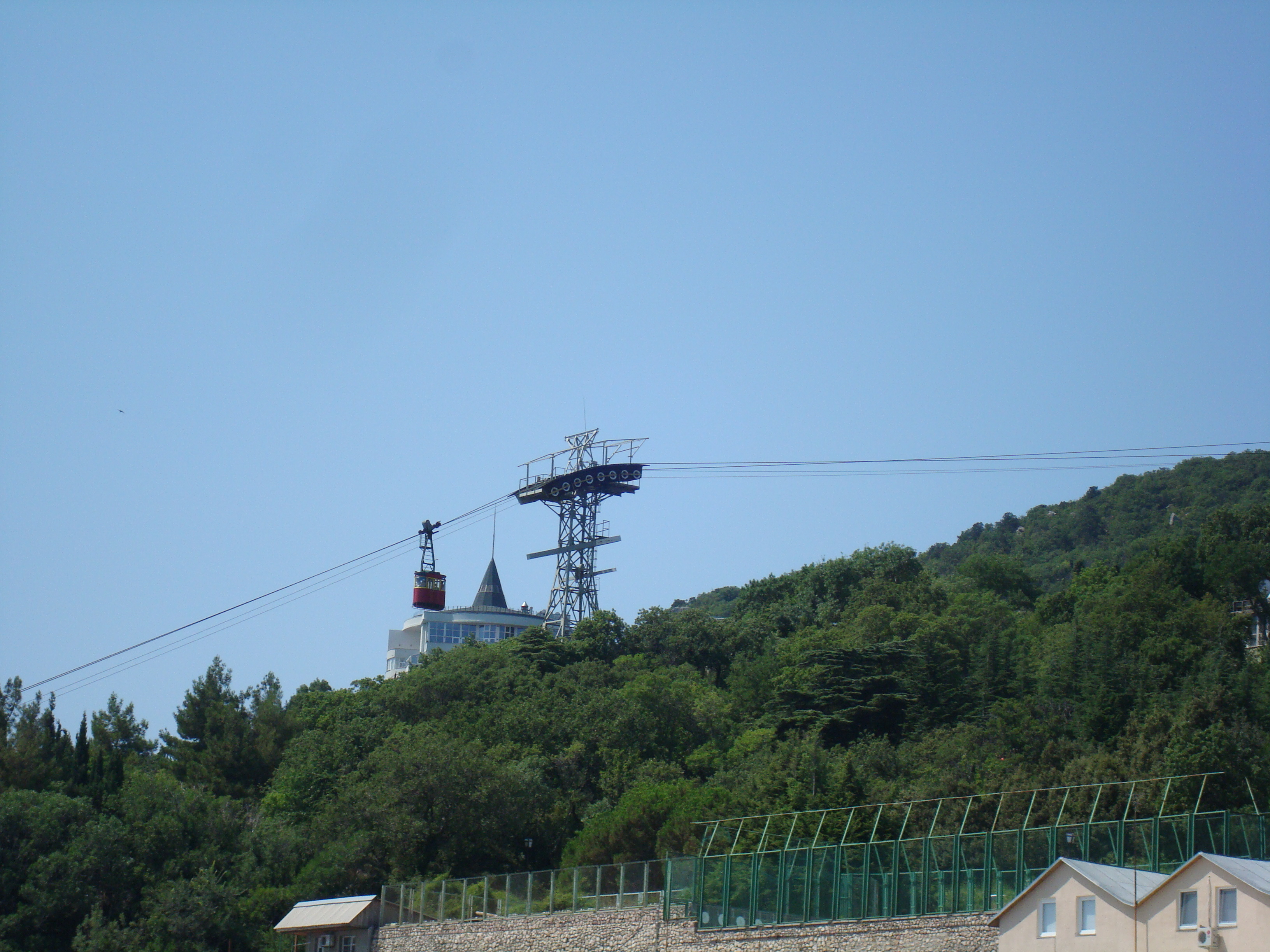

庫爾帕特（烏克蘭語：Курпати），法理上是乌克兰克里米亚自治共和国雅尔塔区的市级镇，但事实上是俄罗斯克里米亞共和國雅尔塔市议会下辖的市级镇。位於克里米亞半島南岸，處於雅爾塔以西8公里，面積0.69平方公里，海拔高度269米，2011年人口411，人口密度每平方公里596人。